# 위등
위등(衛登, ? ~ ?)은 전한 중기의 제후로, 자는 숙승(叔昇)이며 하동군 평양현(平陽縣) 사람이다. 대장군 위청의 아들이다.

## 행적
원삭 5년(기원전 124년), 거기장군 위청이 흉노의 우현왕을 물리쳤다. 무제는 위청의 공로를 치하하여 대장군으로 승진시켰고, 위등은 아버지의 공으로 형제 위항·위불의와 함께 열후에 봉해졌다.
원정 5년(기원전 112년), 주금 사건에 연루되어 작위를 빼앗겼다.

## 일화
위등이 태어났을 때, 누군가가 위청에게 과마(騧馬)를 바쳤다. 위청은 위등의 이름을 위과(衛騧), 자를 숙마(叔馬)라고 지었고, 나중에 이름과 자를 바꾸었다.

## 출전
- 사마천, 《사기》 권20 건원이래후자연표·111 위장군표기열전
- 갈홍, 《서경잡기》 권4 인헌명명(因獻命名)

| 선대 (첫 봉건) | 전한의 발간후 기원전 124년 4월 정미일 ~ 기원전 112년 | 후대 (폐지) |